# 와즈디 무아와드
와즈디 무아와드(Wajdi Mouawad, 1968년 ~ )는 레바논계 캐나다의 작가, 배우, 감독이다.
무아와드는 1968년 레바논 데이르 엘 카마르에서 태어났다. 내전으로 열 살 되던 해에 고국을 떠나, 가족과 함께 프랑스 파리로 망명한다. 1983년에는 영주권 문제로 또다시 퀘벡으로 떠나야 하는 아픔을 겪었다. 고등학교 연극반에서 활동하던 중, 프랑스어 선생님 권유로 캐나다 국립연극학교에 입학해, 1991년 연기 전공으로 졸업한다. 1990∼1999년에는 배우 이자벨 르블랑과 첫 극단인 ‘오 파를뢰르’를 창단해 공동 운영한다. 2000∼2004년에는 몬트리올 서푼짜리 극단 예술 감독을 지낸다. 2005년에는 퀘벡에서 에마뉘엘 슈와르츠와 함께 창작 극단 ‘아베 카레 세 카레’를 창단하고, 이어서 독자적으로 극단 ‘빗변의 제곱에서’를 프랑스에서 창단한다. 2008∼2010년에는 샹베리 말로 극장과 협력해 4부작 비극 ‘약속의 피’를 무대에 올렸으며, 이 공연으로 2009년 아비뇽연극제 협력 예술가로 활동하기도 했다. 현재 오타와 국립예술센터 프랑스 극장의 예술 감독과 낭트 그랑 테(Grand T) 극장의 협력 예술가를 맡고 있다.